# Герхард фон Берг
Герхард фон Юлих-Берг (на немски: Gerhard I von Jülich-Berg; * ок. 1327; † 18 май 1360) от фамилията Юлих (-Хаймбах), е (de iure uxoris) граф на Берг и граф на Равенсберг от 1346 до 1360 г. и от 1348 г. граф на Берг.

## Биография
Той е най-възрастният син на граф Вилхелм V от Юлих (1299 – 1361) и Йохана (1315 – 1374), дъщеря на граф Вилхелм III от Холандия и Йоханна от Валоа, която е сестра на френския крал Филип VI.
Герхард се жени през 1338 г. за Маргарета фон Равенсберг-Берг (1320 – 1389), дъщеря и наследничка на граф Ото IV фон Равенсберг (1276 – 1328) и на Маргарета фон Берг-Виндек (1275- 1346), наследничка на графствата Берг и Равенсберг. През 1346 г. Герхард поема управлението в Графство Равенсберг, през 1348 г. в Берг.
Герхард е убит в битка на 18 май 1360 г. близо до Шлайден от граф Арнолд фон Бланкенхайм и по-късно е погребан в катедралата на Алтенберг.

## Деца
Герхард и Маргарета имат три деца:
- Вилхелм II (1348, † 24 юни 1408), от 1380 г. първият херцог на Берг
- Елизабет († 1388), 1363 г. омъжена за граф Хайнрих VI фон Валдек († 1397)
- Маргарета († 1425), 1369 г. омъжена за граф Адолф III фон Марк († 1394).